# Red Rocks Amphitheatre

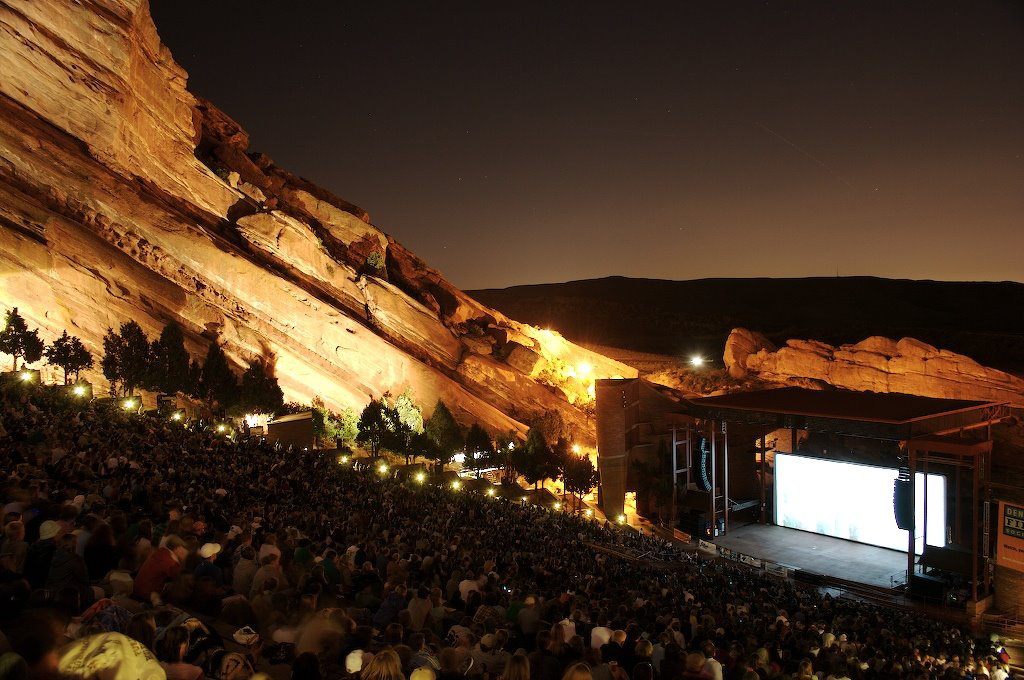
Red Rocks Amphitheatre.

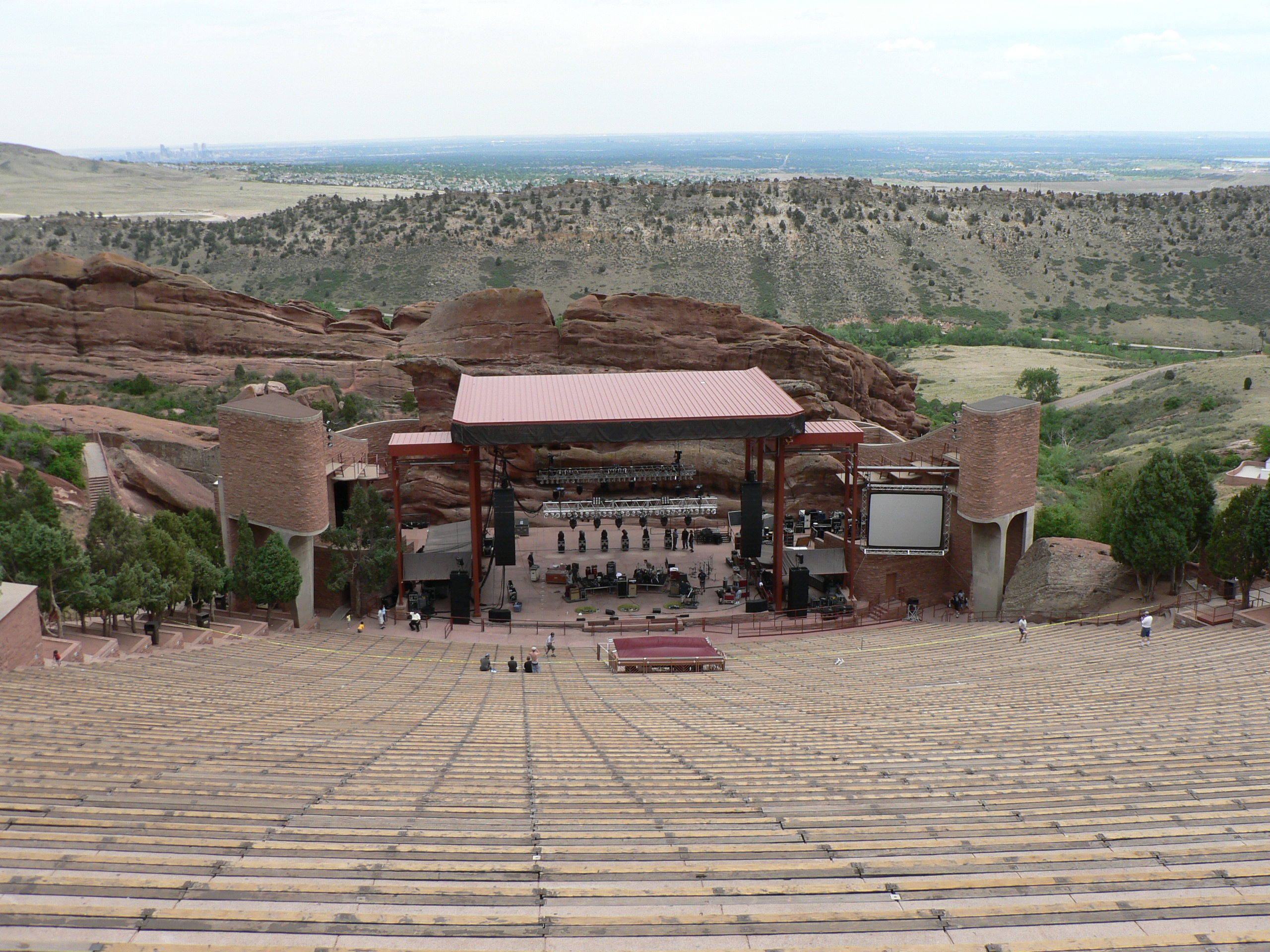
Red Rocks Amphitheatre (2006).

Le Red Rocks Amphitheatre est un théâtre naturel en plein air fait dans la roche et situé dans le Red Rocks Park près de la localité de Morrison à l'ouest de la ville de Denver dans l'État du Colorado aux États-Unis. 
Il peut accueillir jusque 9 450 personnes et il est géré et détenu par la ville de Denver. Il fut construit par le Civilian Conservation Corps lors du  New Deal. La formation géologique fut nommée à la base  « Jardin des Anges » (Garden of the Angels) (1870-1906) puis «  Jardin des Titans » (Garden of the Titans) (1906-1928). Le parc qui entoure le site s'est toujours nommé « Roches Rouges » (Red Rocks Park) et il fut acheté par la ville de Denver en 1928. L'amphithéâtre a été imaginé par l'architecte de Denver Burnham Hoyt. 
De nombreux groupes musicaux célèbres s'y sont produits comme les Beatles en 1964, le Grateful Dead à de nombreuses reprises à partir de 1978, U2 en 1983, Neil Young en 2000, Coldplay en 2003, Björk en 2007, The Cure en 2008, Depeche Mode en 2009, Bob Dylan, Daft Punk, A Perfect Circle, The Smashing Pumpkins, Phish, Primus, Rodrigo y Gabriela,  The Glitch Mob, Skrillex, Dj Snake, , etc. Des célébrations et une messe catholique y ont également eu lieu à l'occasion des Journées mondiales de la jeunesse 1993 à Denver. Enfin, Columbine High School s'est réuni ici après la fusillade de Columbine

## Enregistrements réalisés en ce lieu
- 1978 - Grateful Dead - July 1978: The Complete Recordings : les deux derniers concerts de la tournée.
- 5 juin 1983 - U2 - Under a Blood Red Sky (sortie en CD le 21 novembre 1983 et VHS en 1984)
- 1986 - Stevie Nicks - Live at Red Rocks Amphitheatre Morrison (Morrison CO, U.S.A. 20-aug-1986) [1]
- 15 août 1995 - Dave Matthews Band - Live at Red Rocks (sortie en 1997)
- 1996 - No Doubt - Don't speak
- 2008 - U2 - Under a Blood Red Sky (à l'occasion de la réédition remastérisé CD et DVD)
- 2011 - A Perfect Circle - Stone And Echo: Live at Red Rocks (sortie en 2013 format CD et DVD)
- 2011 - The John Butler Trio - Live at Red Rocks
- 2012 - vidéo clip du single Bruises, du groupe Train et Ashley Monroe tourné dans ce théâtre ainsi que dans le Red Rocks Park
- 2012 - vidéo clip du single I Will Wait[2] du groupe Mumford & Sons tourné dans ce théâtre
- 2012 - The road to Red Rock, du groupe Mumford & Sons, enregistré dans ce théâtre (DVD)

- 2014 - Joe Bonamassa, live at Red Rock, un concert hommage à Muddy Waters et Howlin' Wolf devant 9 000 personnes
- 2015 - Alt-J - Live at Red Rocks (sortie en 2016)
- 2016 - Disturbed - Live at Red Rocks
- 2017 - Gojira - Live at Red Rocks (sorti en mai 2020 sur YouTube)
- 2018 - Opeth - Garden of the Titans: Live at Red Rocks Amphitheatre
- 2019 - NOFX - The Decline Live at Red Rocks w/ Baz's Orchestra[3]
- 2019 - Vulfpeck - Live at Red Rocks (avec Louis Cole en invité)[4]
- 2021 - Bill Burr - Live at Red Rocks (sorti en juillet 2022 sur Netflix)
- 2022 - Zach Bryan - All My Homies Hate Ticketmaster « Live »
- 2023 - King Gizzard & The Lizard Wizard - Live at Red Rocks '22 (compilation de 3 concerts « marathon » de 3 heures, disponible au sein du programme « Official Bootleg » du groupe)
- 2024 - Parcels - Live at Red Rocks[5]